# Halewood
Halewood è una cittadina di 20.309 abitanti della contea del Merseyside, in Inghilterra.